# Грузинська хроніка XIX століття
«Грузинська хроніка XIX століття» — радянський чорно-білий художній фільм 1978 року, знятий режисером Александром Рехвіашвілі на кіностудії «Грузія-фільм».

## Сюжет
Опоетизована хроніка подій, що відбулися в одному з грузинських сіл кінця XIX століття, коли задля порятунку лісу нечисленна інтелігенція змогла зібрати народ і виступити проти промисловців.

## У ролях
- Мамука Салуквадзе — Ніко Бернадзе
- Рамаз Чхиквадзе — начальник канцелярії
- Варлам Цуладзе — Іотам, вчитель сільської школи
- Цуца Медзмаріашвілі — мати Ніко
- Тенгіз Магалашвілі — лікар Мікел
- Дареджан Харшиладзе — дівчина
- Рамаз Гіоргобіані — епізод
- Карло Саканделідзе — Ерадзе, чиновник канцелярії
- Отар Зауташвілі — епізод
- Серго Сулава — епізод
- Майя Цинцабадзе — епізод
- Л. Гобронідзе — епізод
- М. Гогіберідзе — епізод
- Шакрі Гогітідзе — епізод
- Тамаз Данелія — епізод
- Юрій Джиджеїшвілі — епізод
- Амір Какабадзе — епізод
- Тома Мамаладзе — епізод
- Автанділ Мачаїдзе — епізод
- Іване Сакварелідзе — епізод
- Ф. Хінтібідзе — епізод
- Гіві Чугуашвілі — гість з рушницею у вчителя Іотама
- Володимир Дружников — читає текст

## Знімальна група
- Режисер — Александр Рехвіашвілі
- Сценаристи — Резо Квеселава, Анзор Джугелі, Александр Рехвіашвілі
- Оператор — Гурам Шенгелая
- Композитор — Вахтанг Кухіанідзе
- Художники — Давид Лурсманашвілі, Амір Какабадзе